# Коровино (Орехово-Зуевский район)
Коро́вино — деревня в Орехово-Зуевском муниципальном районе Московской области. Входит в состав сельского поселения Горское. Население — 29 чел. (2010).

## География
Деревня Коровино расположена в северной части Орехово-Зуевского района, примерно в 14 км к юго-западу от города Орехово-Зуево. Высота над уровнем моря 129 м. К деревне приписано СНТ Юность. Ближайший населённый пункт — деревня Острово.

## Название
Название связано с некалендарным личным именем Корова.

## История
В 1926 году деревня являлась центром Коровинского сельсовета Теренинской волости Орехово-Зуевского уезда Московской губернии.
С 1929 года — населённый пункт в составе Орехово-Зуевского района Орехово-Зуевского округа Московской области, с 1930-го, в связи с упразднением округа, — в составе Орехово-Зуевского района Московской области.
До муниципальной реформы 2006 года Коровино входило в состав Горского сельского округа Орехово-Зуевского района.

## Население
В 1926 году в деревне проживало 469 человек (200 мужчин, 269 женщин), насчитывалось 94 хозяйства, из которых 90 было крестьянских. По переписи 2002 года — 27 человек (9 мужчин, 18 женщин).
| 1926 | 2002 | 2006 | 2010 |
| ---- | ---- | ---- | ---- |
| 469  | ↘27  | ↗31  | ↘29  |